# Strzelba Palmera

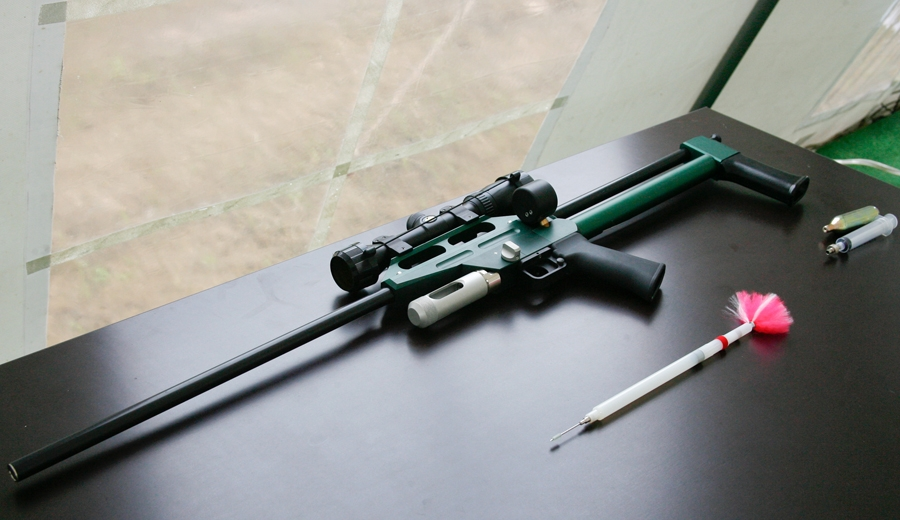
Strzelba Palmera z pociskiem-strzykawką

Strzelba Palmera – wiatrówka służąca do usypiania zwierząt. Jest bronią gładkolufową strzelającą pociskami w formie strzykawek z substancją usypiającą. Wykorzystywana głównie przez służby weterynaryjne.